# Hadrodactylus gracilipes
Hadrodactylus gracilipes là một loài tò vò trong họ Ichneumonidae.